# عبدالحمید مضروب
عبدالحمید مضروب از والی‌های خلافت عباسیان در طبرستان بود. وی در عصر خلیفه مهدی عباسی از سال ۱۳۰ هجری به مدت دو سال در این مقام قرار داشت و نهایتاً با بالا بردن خراج مناطق تحت امرش و افزایش نارضایتی‌ها، با شورش مردم به قتل رسید. این واقعه آغاز سلسله نبردها و قیام‌هایی بود که تا ۲۰۰ هجری ادامه یافت.